# Cesar Bielich-Pomareda
Cesar Bielich-Pomareda (Lima, 27. rujna 1874. – Lima, 18. ožujka 1950.) je bio ministar peruanske mornarice 1930-ih. Kasnije je umirovljen s činom kontraadmirala.

## Životopis
Rođen je u Limi 27. rujna 1874. od majke Marceline Pomareda Beltran i oca Adriana Giulia Cesare Bielich Mirandoli. Godine 1895. se oženio s Carmen Victoria Matos Castaños s kojom je imao devetero djece. Umro je u automobilskoj nesreći 18. ožujka 1950.

## Vanjske poveznice
- (engl.) Visit the memorial to Cesar Beilich